# 부식성 물질

부식성 물질을 나타내는 화학물질 분류표시 국제조화시스템의 그림문자.

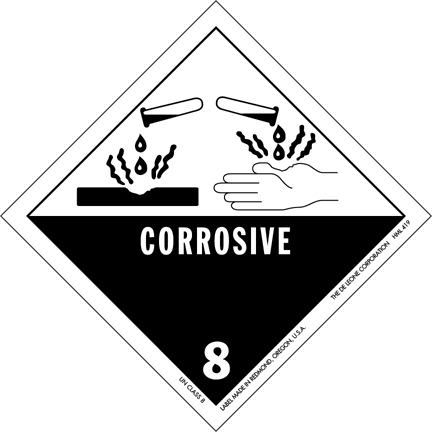
부식성 물질을 나타내는 화학물질 분류표시 국제조화시스템의 수송 시 그림문자.

부식성 물질(腐触性物質, corrosive substance)은 다른 물질과 접촉했을 때 화학 반응을 일으켜 그 물질들을 손상시키거나 파괴할 수 있는 물질을 말한다. 피부조직을 파괴하는 강산, 강염기나 금속류를 부식시킬 수 있는 황산과 같은 강산이 대표적이다.

## 생물 조직에 미치는 영향
흔한 부식성 물질에는 강산, 강염기, 혹은 특정 약산과 약염기의 농축액이 있다. 고체, 액체, 기체(분무, 증기 등)의 모든 상으로 존재할 수 있다.
이들은 피부, 살, 각막 등 생물의 조직에 작용한다. 주로 아마이드 가수분해, 에스터 가수분해, 단백질 변성 등의 산-염기 반응을 일으킨다. 화학적으로 아마이드로 구성된 단백질은 아마이드 가수분해에 의해, 에스터 결합을 가진 지질은 에스터 가수분해에 의해 분해된다. 이러한 반응이 부식성 물질에 의한 조직 파괴의 기전이며, 화학화상을 일으킨다.
특정 부식성 물질들은 조직을 더 쉽게 파괴할 수 있는 다른 특징을 가지기도 한다. 예를 들어 고농도의 황산(H2SO4)은 강한 탈수 반응을 일으키는데 이로 인해 탄수화물을 탈수시켜 더 많은 열을 방출한다. 이로 인해 화학화상에 더해 이차적인 화상이 발생하여 접촉한 조직의 분해 반응을 빠르게 한다. 질산이나 농축된 황산과 같은 일부 부식성 물질은 강한 산화제므로 추가적인 손상을 일으킬 수 있다. 플루오린화 수소산은 접촉했을 때 반드시 눈에 띄는 손상을 일으키지는 않으나 통증 없이 흡수된 이후에는 조직의 손상과 독성을 유발한다. 염화 아얀 용액은 셀룰로오스를 파괴할 수 있으며, 용액의 아연 양이온이 루이스 산으로 작용하여 하이드록실기를 특이적으로 공격할 수 있으므로 종이와 비단을 잘 부식시킨다. 한편 부식 효과는 산에만 국한된 것이 아니다. 산화 칼슘은 강한 염기로 물에 강한 친화성을 보여 수산화 칼슘을 형성한다. 수산화 칼슘은 그 자체로 강염기이며 부식성을 보인다. 물과 반응한 산화 칼슘은 열을 방출하여 열로 인한 화상을 일으키고 부식 효과를 낸다.
부식성 물질을 삼키면 위장관계에 심각한 손상을 일으켜 구토, 심한 복통, 심하게는 사망에까지 이를 수 있다.